# Lásky mezi kapkami deště
Lásky mezi kapkami deště é um filme de drama tchecoslovaco de 1979 dirigido e escrito por Karel Kachyňa. Foi selecionado como represente da Tchecoslováquia à edição do Oscar 1980, organizada pela Academia de Artes e Ciências Cinematográficas.

## Elenco
- Eduard Cupák - Narrador
- Vladimír Mensík - Vincenc Bursík
- Lukás Vaculík - Kajda Bursík
- Michal Dlouhý - Kajda Bursík (criança)
- Jan Hrusínský - Pepan Bursík
- David Vlcek - Pepan Bursík (criança)
- Zlata Adamovská - Vera Bursíková
- Lucie Zednícková - Vera Bursíková (criança)
- Eva Jakoubková - Fanka Bursíková
- Therese Herz - Pája
- Rudolf Hrusínský - Druggist
- Miroslav Machácek - Ráb